# Wappen Russlands
Der Doppeladler wurde am 30. November 1993 durch einen Erlass des Präsidenten Boris N. Jelzin erneut zum Wappen Russlands (offiziell russisch Государственный герб Российской Федерации, Staatswappen der Russischen Föderation) erklärt und am 8. Dezember 2000 durch das von der Staatsduma verabschiedete Gesetz bestätigt. Es orientiert sich weitgehend am Staatswappen des Zarentum Russland, welches von 1547 bis 1917 benutzt wurde. Es handelt sich dabei um den byzantinischen Doppeladler, welcher 1472 durch Iwan III. übernommen wurde. Nach seiner Heirat mit Sofia Palaiologa kombinierte Iwan III. 1497 den Doppeladler mit Doppelkrone (zweites Rom) der Byzantiner mit seinem Moskauer Wappen des „Heiligen Georg“, der den Drachen tötet. Das Zarentum Russland bekam 1547 den goldenen Doppeladler mit Brustschild und dreifacher Krone durch Iwan IV. (Iwan der Schreckliche). Es symbolisierte die Konzeption von Moskau als Drittem Rom (Drei Kronen). Von 1992 bis 1993 wurde eine abgewandelte Version des Wappens der Russischen Sozialistischen Föderativen Sowjetrepublik verwendet.

## Beschreibung
Im roten Wappenschild ein mit der Krone des russischen Kaiserreiches gekrönter goldbewehrter, rotgezungter goldener Doppeladler. Zwischen beiden Köpfen schwebt die gleiche Krone  mit daran heraushängendem Band des Ordens Andreas des Erstberufenen in Gold. Der Adler hält in der rechten Klaue das russische Reichszepter  in Gold  und in der linken Klaue den  russischen Reichsapfel in Gold.
Im roten Brustschild der heilige Märtyrer Georg, in silberner Rüstung mit wehendem blauen Mantel reitet auf einem mit einer roten goldbefransten Decke gesattelten trabenden Schimmel nach links. Das Pferd  mit Zaumzeug und Mähne steht auf einem  kriechenden geflügelten  Drachen, dessen Rachen der heilige Georg mit einer Lanze durchspießt. Die Lanze endet im goldenen Kreuz.

## Symbolik
Der Doppeladler im russischen Wappen stammt vom Adler des byzantinischen Kaisers, in dessen Tradition sich die Moskauer Großfürsten und die späteren russischen Zaren stellten. Mit der Heirat zwischen Iwan III. und Zoe (später Sofia), der Nichte des letzten byzantinischen Kaisers Konstantin XI., ging dieses Wappen in die russische Obhut über.
Die drei Kronen standen früher für den Anschluss Kasans und Astrachans an das Reich im 16. Jahrhundert, doch auch für Glaube, Liebe und Hoffnung. In der modernen Zeit wurden sie das Symbol für die drei Teile der Gewaltenteilung: Exekutive, Legislative und Judikative. Der Reichsapfel und das Zepter stehen allgemein für Schutz und Souveränität.

## Unterscheidung vom Moskauer Wappen

Moskauer Wappen

Der Schild mit dem Reiter ist nicht mit dem Moskauer Wappen zu verwechseln, das ähnlich aussieht, aber dennoch eine Reihe von Unterschieden aufweist. Beide Wappenschilde zeigen einen russischen Bogatyr (mythischer Held) zu Pferde, der mit langer Lanze (Contus) einen Drachen ersticht. Meist wird der Reiter als St. Georg gedeutet, was offiziell heute jedoch nicht mehr der Fall ist. Die Darstellung symbolisiert im heutigen Wappen Russlands den Kampf „Gut gegen Böse“.
Die Unterschiede des Reiters auf dem inneren Schild des Staatswappens im Vergleich zum Wappen von Moskau:
- Das Wappen Moskaus stellt einen galoppierenden Reiter dar (das Pferd steht auf den Hinterbeinen, die Vorderläufe sind erhoben); das Staatswappen hingegen zeigt ein schreitendes Pferd, das mit drei Beinen den Boden berührt, im russischen Beschreibungstext wird diese Darstellung als „fahrend“ bezeichnet.
- Der Reiter des Moskauer Wappens hat eine Kopfbedeckung, der im Staatswappen dagegen nicht.
- Der Drache des Moskauer Wappens steht auf vier Beinen und blickt zurück, wogegen das Staatswappen einen auf dem Rücken liegenden Drachen darstellt. Außerdem wird der Drache hier von dem Pferd getreten.

## Sonstiges
Dieses Wappen darf nicht mit dem der Zarenzeit verwechselt werden. In dieser Zeit zierten das Wappen die Farben Schwarz und Gold. Heute sind es Gold und Rot.
Ein Georg auf rotem Grund findet sich auch im Wappen Georgiens, Doppeladler in vielen anderen Staatswappen, z. B. dem Albaniens und dem Serbiens (siehe Doppeladler).

## Historische Wappen
| Wappen                                                        | Datum     | Funktion                                       |
| ------------------------------------------------------------- | --------- | ---------------------------------------------- |
| Wappen des Russischen Zarenreichs                             | 1492      | Wappen des Russischen Zarenreiches             |
| Wappen des Russischen Kaiserreichs                            | 1667      | Wappen des Russischen Zarenreiches             |
| Wappen des Russischen Kaiserreichs                            | 1742      | Wappen des Russischen Kaiserreiches            |
| Großes Wappen des Russischen Kaiserreichs                     | 1882–1917 | Großes Wappen des Russischen Kaiserreichs      |
| Staatswappen des Russischen Kaiserreiches                     | 1882–1917 | Staatswappen des Russischen Kaiserreiches      |
| Kleines Wappen des Russischen Kaiserreichs                    | 1883–1917 | Kleines Wappen des Russischen Kaiserreichs     |
| Wappen der russischen provisorischen Regierung                | 1917      | Wappen der russischen provisorischen Regierung |
| Wappen der Russische Sozialistische Föderative Sowjetrepublik | 1917–1920 | Wappen der Russischen SFSR                     |
| Wappen der Russische Sozialistische Föderative Sowjetrepublik | 1920–1991 | Wappen der Russischen SFSR                     |
| Wappen der Russische Föderation                               | 1992–1993 | Wappen Russlands                               |